# Derek Smith (Eishockeyspieler, 1984)
Derek Smith (* 13. Oktober 1984 in Belleville, Ontario) ist ein ehemaliger US-amerikanisch-kanadischer Eishockeyspieler, der im Verlauf seiner aktiven Karriere zwischen 2004 und 2017 unter anderem 94 Spiele für die Ottawa Senators und Calgary Flames in der National Hockey League (NHL) auf der Position des Verteidigers bestritten hat. Den Großteil seiner Laufbahn verbrachte Smith jedoch in der American Hockey League (AHL), wo er über 330 Partien bestritt und mit den Binghamton Senators im Jahr 2011 den Calder Cup gewann.

## Karriere

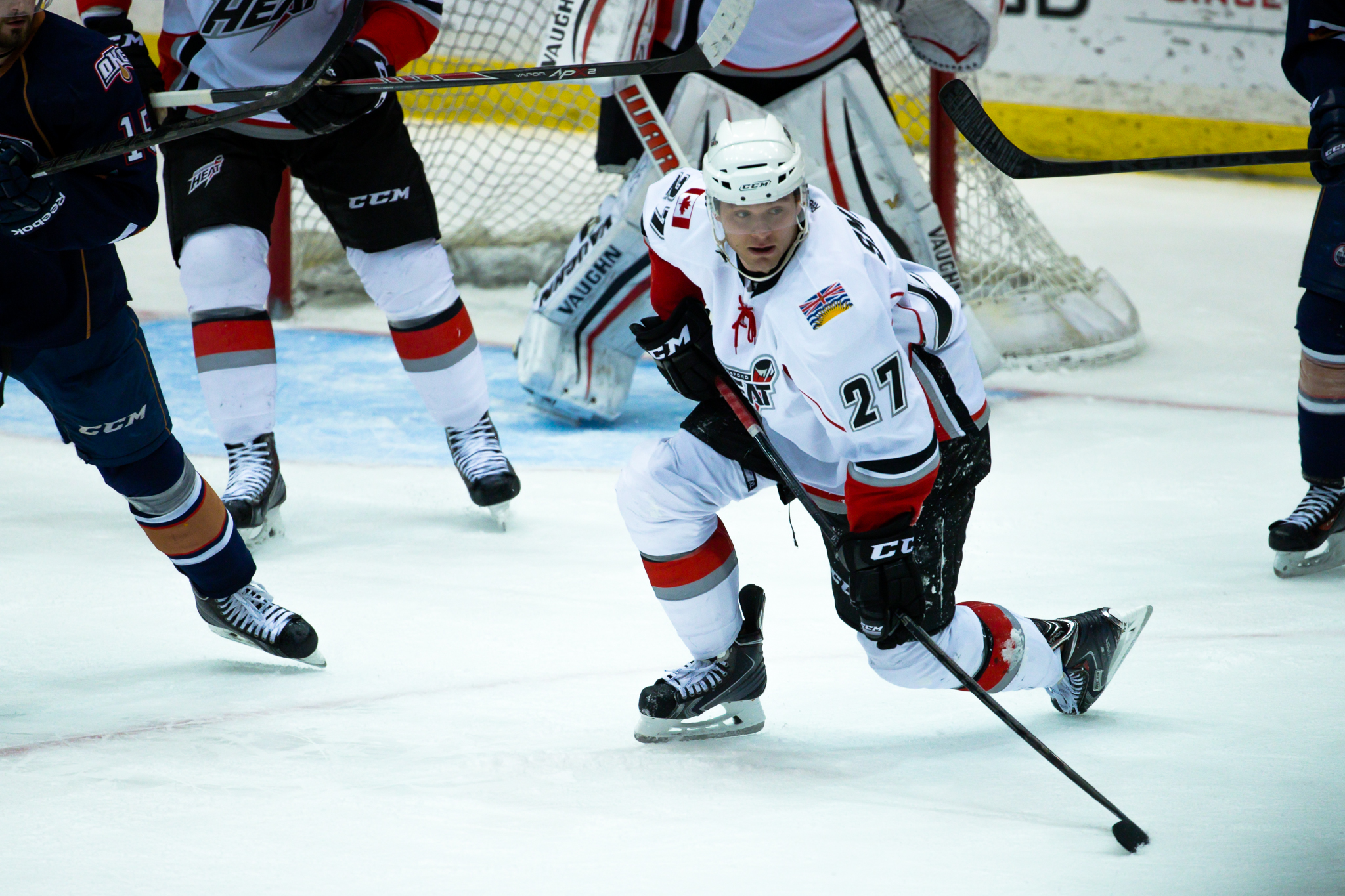
Smith im Trikot der Abbotsford Heat

Smith begann seine Karriere als Eishockeyspieler bei den Wellington Dukes, für die er von 2000 bis 2004 in der Ontario Junior Hockey League aktiv war. Anschließend besuchte er drei Jahre lang die Lake Superior State University, für deren Eishockeymannschaft er parallel in der Central Collegiate Hockey Association spielte. Am 12. April 2007 unterschrieb der Verteidiger einen Vertrag als Free Agent bei den Ottawa Senators. Für deren Farmteam Binghamton Senators spielte er von 2007 bis 2011 regelmäßig in der American Hockey League und gewann mit der Mannschaft in der Saison 2010/11 den Calder Cup. Zudem bestritt er in diesem Zeitraum ein Spiel für die Elmira Jackals aus der ECHL. Von 2009 bis 2011 stand er in insgesamt elf Partien für die Ottawa Senators in der National Hockey League auf dem Eis, konnte sich dort jedoch zunächst nicht durchsetzen.
Zur Saison 2011/12 wechselte Smith innerhalb der NHL zu den Calgary Flames, bei denen er in seinem ersten Jahr in 47 Spielen zwei Tore und neun Vorlagen erzielte.
2014 wechselte Smith zu den ZSC Lions in die National League A, bei denen er eine Saison verbrachte, ehe er wieder nach Nordamerika zurückkehrte und sich den Arizona Coyotes anschloss. Diese setzen ihn vorerst bei ihrem AHL-Farmteam, den Springfield Falcons ein, ehe er im Sommer 2016 nach Europa zurückkehrte und einen Vertrag beim KHL Medveščak Zagreb unterschrieb. In der Saison 2016/17 wurde Smith positiv auf Doping getestet und vom Weltverband IIHF bis September 2018 gesperrt. Im Zuge dessen beendete er seine aktive Karriere.

### International
Smith vertrat die USA im Juniorenbereich bei der U18-Junioren-Weltmeisterschaft 2001 in Finnland. Dabei belegte er mit der Auswahl den sechsten Platz. Im Turnierverlauf blieb er in sechs Spielen punktlos.

## Erfolge und Auszeichnungen
- 2007 CCHA Second All-Star Team
- 2011 Calder-Cup-Gewinn mit den Binghamton Senators

## Karrierestatistik

### International
Vertrat die USA bei:
- U18-Junioren-Weltmeisterschaft 2001

(Legende zur Spielerstatistik: Sp oder GP = absolvierte Spiele; T oder G = erzielte Tore; V oder A = erzielte Assists; Pkt oder Pts = erzielte Scorerpunkte; SM oder PIM = erhaltene Strafminuten; +/− = Plus/Minus-Bilanz; PP = erzielte Überzahltore; SH = erzielte Unterzahltore; GW = erzielte Siegtore; 1 Play-downs/Relegation; Kursiv: Statistik nicht vollständig)